# Hugues Ier du Puiset-Jaffa
Pour les articles homonymes, voir Hugues du Puiset, Hugues Ier et Hugues II.
Hugues du Puiset, mort en 1118, est un seigneur du Puiset (sous le nom d’Hugues II) de 1097 à 1106, puis un comte de Jaffa en 1118. Il est fils de Hugues Ier Blavons, seigneur du Puiset et d'Alice de Montlhéry.

## Biographie
Par sa mère, il est apparenté à un certain nombre participants de la première croisade dont son frère aîné Érard III, son cousin germain Baudouin de Bourcq, qui devient comte d’Édesse. Un autre cousin germain, Josselin de Courtenay, les rejoint en Terre sainte en 1101. Hugues du Puiset reste en France et administre la seigneurie du Puiset pendant l’absence de son frère, puis après la mort de ce dernier après le siège de Jérusalem. En 1106, il confie la seigneurie et son neveu Hugues III, le fils d’Érard, à son frère Guy, seigneur de Méréville et organise son départ en Terre Sainte, avec son épouse Mabel de Roucy, ses frères Gilguin et Galéran et un neveu, Raoul de Pont-Echanfray,
En chemin ils s’arrêtent à Tarente, possession de Bohémond de Tarente oncle de Mabel de Roucy. Celle-ci y accouche d’un fils, prénommé Hugues comme son père, et comme les parents jugent la santé de l’enfant trop fragile pour supporter la traversée jusqu’en Palestine, ils confient cet enfant à la garde de Bohémond. L’enfant est élevé avec son cousin germain Bohémond II. Peu après son arrivée dans le royaume de Jérusalem, Hugues Ier du Puiset acquiert des terres dans les environs de Jaffa et les défend contre les incursions des Fatimides d’Égypte. Le 28 septembre 1110, une charte de donation signée par le roi Baudouin Ier en faveur des Hospitaliers mentionne Hugues du Puiset comme témoin. Baudouin Ier meurt le 2 avril 1118 et son cousin Baudouin de Bourcq, également cousin d’Hugues du Puiset, lui succède sous le nom de Baudouin II. Le port de Jaffa était le plus important de Terre Sainte et le plus exposé aux incursions égyptiennes et Baudouin II, afin de faciliter sa défense, crée le comté de Jaffa qu’il confie à Hugues de Puiset au cours de l'été 1118,. Mais Hugues meurt peu après en 1118, et sa veuve se remarie avec un croisé qui vient d’arriver en Terre Sainte, Albert de Namur,,.

## Mariage et enfant
De son épouse Mabel de Roucy, fille d'Ebles II de Montdidier, comte de Roucy et de Sybille de Hauteville, il eut un fils :
- Hugues II (1106 † 1134), comte de Jaffa[4].